# Marsdenia carnosa
Marsdenia carnosa är en oleanderväxtart som beskrevs av John Henry Lace. Marsdenia carnosa ingår i släktet Marsdenia och familjen oleanderväxter. Inga underarter finns listade i Catalogue of Life.